# Britta Petersen

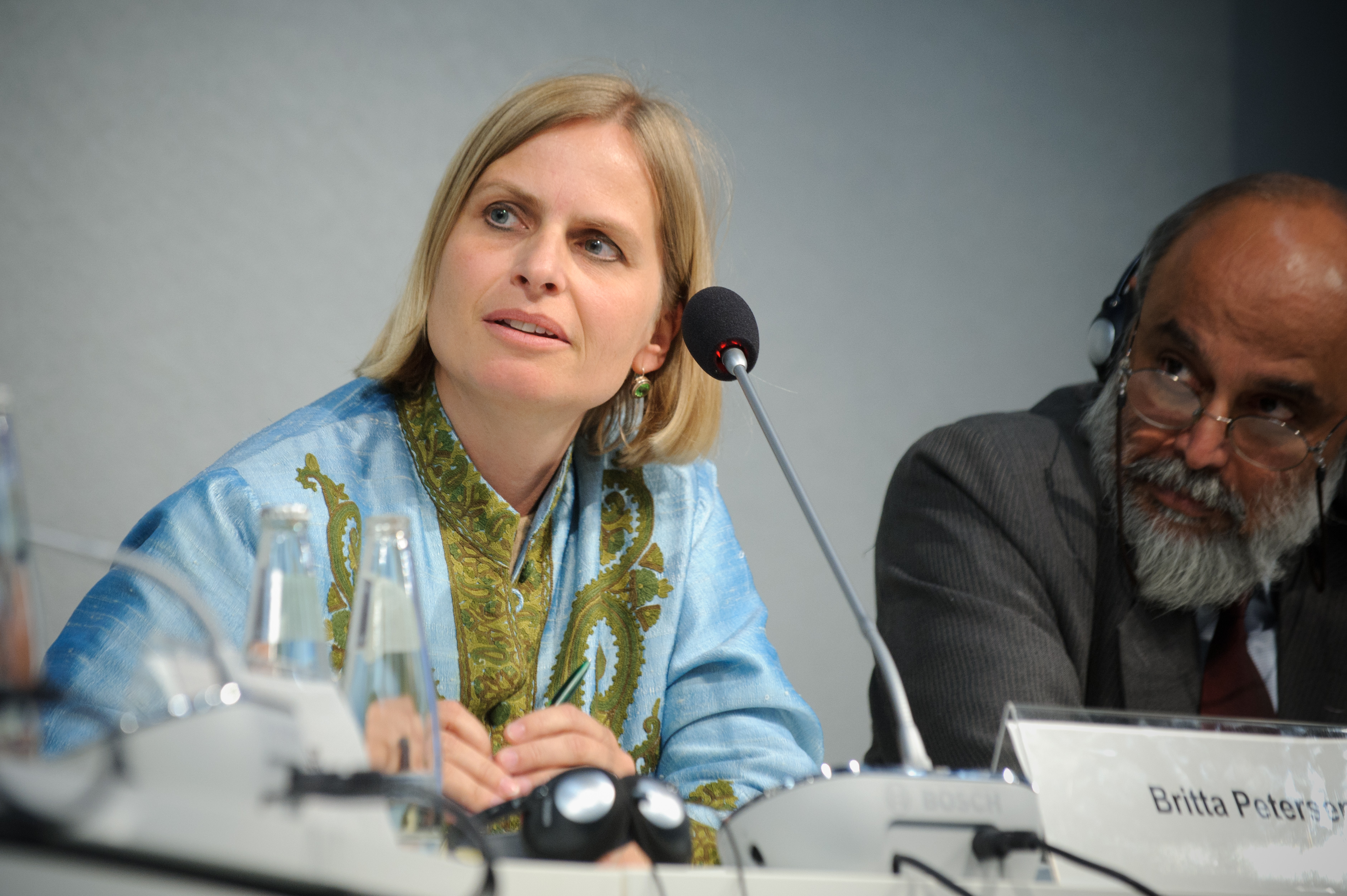
Britta Petersen (2011)

Britta Petersen (* 1966) ist eine deutsche Journalistin, Autorin und Südasien-Expertin.

## Leben und Wirken
Britta Petersen studierte Philosophie, Politikwissenschaft und Volkswirtschaftslehre an der Universität Hamburg und an der Freien Universität Berlin. u. a. bei Herbert Schnädelbach. Ihren Magister-Abschluss erwarb sie mit einer Arbeit zum Thema „Kritik als Lebensweise. Ethos und Aufklärung bei Michel Foucault“ bei Axel Honneth.
Anschließend absolvierte sie ihre journalistischen Lehrzeit im Axel Springer Verlag (Crew X). Von 1998 bis 2000 war sie Wirtschaftsredakteurin der Berliner Morgenpost und von 2000 bis 2003 Redakteurin für Süd- und Südostasien bei der Financial Times Deutschland in Berlin.
Von 2003 bis 2006 lebte und arbeitete Petersen in Kabul, Afghanistan, wo sie als Gründerin und Vorsitzende der Initiative Freie Presse (IFP) e.V. afghanische Journalisten ausbildete. Sie war außerdem bis 2009 als Medientrainerin und Beraterin u. a. der afghanischen Frauenministerin Massouda Jalal im Auftrag der GIZ in Afghanistan tätig.
Von 2006 bis 2010 war sie Südasien-Korrespondentin der Financial Times Deutschland (FTD) in Delhi. Als Mitglied im Korrespondentennetz Weltreporter.net publiziert sie u. a. in Internationale Politik (IP), Cicero, The Hindu, Neue Zürcher Zeitung, die tageszeitung (taz), Die Zeit, Die Welt und The Wire.
Von 2010 bis 2014 leitete Petersen das Büro der Heinrich-Böll-Stiftung in Pakistan, zunächst in Lahore, ab 2012 in Islamabad.
Von 2014 bis 2020 fungierte sie als Senior Fellow bei der Observer Research Foundation (ORF), einer indischen Denkfabrik in Delhi. Hier forschte sie vor allem zum indisch-europäischen Verhältnis.
Seit 2020 arbeitet sie als Beraterin bei der Gesellschaft für Internationale Zusammenarbeit (GIZ) in Bonn.
Ab März 2024 leitet Petersen das Büro der Rosa-Luxemburg-Stiftung in Neu-Delhi, Indien.
2012 kam ihr Sohn zur Welt. Ihr Bruder Nils ist Pastor in Hamburg.

## Werke
- Wo die Götter leben. Alltag und Religion in Indien. Herder, Freiburg im Breisgau/Basel/Wien 2006, ISBN 978-3-451-05717-5.
- Einsatz am Hindukusch. Soldaten der Bundeswehr in Afghanistan. Herder, Freiburg im Breisgau/Basel/Wien 2005, ISBN 3-451-05628-3.
- Highlights Indien. Die 50 Ziele, die Sie gesehen haben sollten. Bruckmann Verlag, München 2008 (mit Johann Scheibner), ISBN 978-3-7654-4817-1.

## Auszeichnungen
- Preis für die Freiheit und Zukunft der Medien für die Arbeit mit jungen Journalisten in Afghanistan, 2005[9]
- Nominiert für den Liberty Award, 2007[10]
- Gisela-Bonn-Preis des Indian Council for Cultural Relations (ICCR) für Beiträge zur deutsch-indischen Verständigung, 2009[11]